# Пятилетка (Омский район)
Пятилетка — посёлок в Омском районе Омской области, входит в состав Лузинского сельского поселения. Место компактного проживания немцев. Население 957 человек (2010).

## История
Посёлок назван в честь «пятилеток» — периодов, на который осуществлялось централизованное планирование советской экономики.

## География
Посёлок расположен на юге центральной части Омской области, в лесостепной зоне. Абсолютная высота 108 метров над уровня моря.
Уличная сеть
состоит из 20 географических объектов: ул. 40 лет Победы, ул. Березовая, ул. Бригадная, ул. Вишневая, ул. Дорожная, ул. Западная, ул. Зелёная, ул. Кирпичная, ул. Лесная, ул. Луганская, ул. Новая, ул. Парковая, ул. Поворотная, ул. Почтовая, ул. Православная, ул. Садовая, ул. Строительная, ул. Тихая, ул. Удачная.
Географическое положение
Расстояние до
районного центра Ростовка: 42 км.
областного центра Омск: 28 км.
Ближайшие населённые пункты
Конезаводский 4 км, Ближняя Роща 5 км, Голенки 5 км, Алонский 5 км, Лузино 5 км, Александровка 5 км, Петровка 7 км, Мирная Долина 10 км, Старая Шараповка 10 км, Кара-Терек 10 км, Новая Шараповка 11 км, Мельничное 11 км, Васильевка 12 км, Петрушенко 12 км, Степное 12 км, Тулумбай 12 км, Поповка 13 км, Петровка 14 км, Алексеевка 14 км, Ребровка Два 15 км, Дружино 15 км.

## Население
| 2006 | 2010 |
| ---- | ---- |
| 1021 | ↘957 |

Национальный состав (2010): русские — 90 %, немцы — 4 %.

## Инфраструктура
Начальная школа (Центральная ул., 12А).

## Транспорт
Подъездные дороги к автодороге федерального значения Р-254 Иртыш и к железнодорожной станции Лузино.
Остановка «Пятилетка», автобусный маршрут 348П.